# Dinotrema nervosum
Dinotrema nervosum är en stekelart som först beskrevs av Alexander Henry Haliday 1833.  I den svenska databasen Dyntaxa används istället namnet Dinotrema nervosa. Dinotrema nervosum ingår i släktet Dinotrema och familjen bracksteklar. Arten är reproducerande i Sverige. Inga underarter finns listade i Catalogue of Life.